# 王學潛

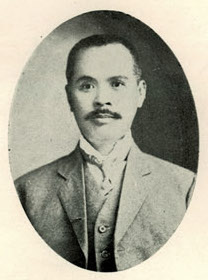
王學潛

王學潛（1868年—1927年），出生於臺灣彰化，臺灣日治時期詩人，詩社櫟社24社友之一。
王學潛原為臺灣清治時期廩生。1897年日治臺灣尹始，擔任臺中清水三塊厝庄長，1901年調查臺灣社會舊慣，供新政府參考，之後與林資鑣、蔡惠如一起合作經營製糖與竹材事業。1902年8月獲臺灣總督府頒綬紳章。